# Михайловка (Шуміхинський округ)
Миха́йловка (рос. Михайловка) — присілок у складі Шуміхинського району Курганської області, Росія. Входить до складу Галкинської сільської ради.
Населення — 93 особи (2010, 183 у 2002).
Національний склад станом на 2002 рік: росіяни — 99 %.